# Plavání na mistrovství Evropy v plaveckých sportech 2012
Závody v plavání na mistrovství Evropy v plaveckých sportech za rok 2012 proběhly v Debrecínu, Maďarsko ve dnech 14. až 27. května 2012.

## Výsledky

### Individuální disciplíny
| Muži                 | Zlato                        | Zlato    | Stříbro                                            | Stříbro  | Bronz                                                    | Bronz    |
| -------------------- | ---------------------------- | -------- | -------------------------------------------------- | -------- | -------------------------------------------------------- | -------- |
| 50 m volný způsob    | Frédéric Bousquet (FRA)      | 21,80    | Stefan Nystrand (SWE)                              | 22,04    | Andrij Hovorov (UKR)                                     | 22,18    |
| 100 m volný způsob   | Filippo Magnini (ITA)        | 48,77    | Alain Bernard (FRA)                                | 48,95    | Norbert Trandafir (ROU)                                  | 49,13    |
| 200 m volný způsob   | Paul Biedermann (GER)        | 1:46,27  | Amaury Leveaux (FRA)                               | 1:47,69  | Dominik Kozma (HUN)                                      | 1:47,72  |
| 400 m volný způsob   | Paul Biedermann (GER)        | 3:47,84  | Gergő Kis (HUN)                                    | 3:48,09  | Samuel Pizzetti (ITA)                                    | 3:48,66  |
| 800 m volný způsob   | Gergő Kis (HUN)              | 7:49,46  | Gregorio Paltrinieri (ITA)                         | 7:52,23  | Serhij Frolov (UKR)                                      | 7:52,81  |
| 1500 m volný způsob  | Gregorio Paltrinieri (ITA)   | 14:48,92 | Gergő Kis (HUN)                                    | 14:58,15 | Gergely Gyurta (HUN)                                     | 15:04,38 |
| 50 m znak            | Jonatán Kopelev (ISR)        | 24,73    | Mirco Di Tora (ITA)                                | 24,95    | Gáj Barnea (ISR) Dorian Gandin (FRA) Richárd Bohus (HUN) | 25,14    |
| 100 m znak           | Aristidis Grigoriadis (GRE)  | 53,86    | Helge Meeuw (GER)                                  | 54,06    | Jakov Tumarkin (ISR)                                     | 54,14    |
| 200 m znak           | Radosław Kawęcki (POL)       | 1:55,28  | Péter Bernek (HUN)                                 | 1:55,88  | Jakov Tumarkin (ISR)                                     | 1:57,35  |
| 50 m motýlek         | Rafael Múñoz (ESP)           | 23,16    | Frédéric Bousquet (FRA)                            | 23,30    | Jevgenij Curkin (BLR)                                    | 23,37    |
| 100 m motýlek        | Milorad Čavić (SRB)          | 51,45    | László Cseh (HUN)                                  | 51,77    | Matteo Rivolta (ITA)                                     | 52,40    |
| 200 m motýlek        | László Cseh (HUN)            | 1:54,95  | Bence Biczó (HUN)                                  | 1:55,85  | Joannis Drymonakos (GRE)                                 | 1:56,48  |
| 50 m prsa            | Damir Dugonjič (SLO)         | 27,32    | Fabio Scozzoli (ITA)                               | 27,49    | Panajotis Samilidis (GRE)                                | 27,64    |
| 100 m prsa           | Fabio Scozzoli (ITA)         | 1:00,55  | Valerij Dymo (UKR)                                 | 1:00,68  | Mattia Pesce (ITA)                                       | 1:00,93  |
| 200 m prsa           | Dániel Gyurta (HUN)          | 2:08,60  | Marco Koch (GER)                                   | 2:09,26  | Panajotis Samilidis (GRE)                                | 2:09,72  |
| 200 m polohový závod | László Cseh (HUN)            | 1:56,66  | James Goddard (GBR)                                | 1:57,84  | Markus Rogan (AUT)                                       | 1:59,39  |
| 400 m polohový závod | László Cseh (HUN)            | 4:12,17  | Dávid Verrasztó (HUN)                              | 4:14,23  | Joannis Drymonakos (GRE)                                 | 4:14,41  |
| Ženy                 | Zlato                        | Zlato    | Stříbro                                            | Stříbro  | Bronz                                                    | Bronz    |
| 50 m volný způsob    | Britta Steffenová (GER)      | 24,37    | Hinkelien Schreuderová (NED)                       | 24,78    | Neri Nyangwaraová (GRE)                                  | 24,93    |
| 100 m volný způsob   | Sarah Sjöströmová (SWE)      | 53,61    | Britta Steffenová (GER)                            | 54,15    | Daniela Schreiberová (GER)                               | 54,41    |
| 200 m volný způsob   | Federica Pellegriniová (ITA) | 1:56,76  | Silke Lippoková (GER)                              | 1:58,19  | Ophélie Etienneová (FRA)                                 | 1:58,23  |
| 400 m volný způsob   | Coralie Balmyová (FRA)       | 4:05,31  | Mireia Belmonteová (ESP)                           | 4:05,45  | Ophélie Etienneová (FRA)                                 | 4:07,47  |
| 800 m volný způsob   | Boglárka Kapásová (HUN)      | 8:26,49  | Coralie Balmyová (FRA)                             | 8:27,79  | Éva Risztovová (HUN)                                     | 8:27,87  |
| 1500 m volný způsob  | Mireia Belmonteová (ESP)     | 16:05,34 | Éva Risztovová (HUN)                               | 16:10,04 | Erika Villaécijaová (ESP)                                | 16:15,85 |
| 50 m znak            | Merche Perisová (ESP)        | 28,25    | Sanja Jovanovićová (CRO) Arianna Barbieriová (ITA) | 28,31    | —                                                        | —        |
| 100 m znak           | Jenny Mensingová (GER)       | 1:00,08  | Arianna Barbieriová (ITA)                          | 1:00,54  | Simona Baumrtová (CZE)                                   | 1:00,57  |
| 200 m znak           | Alexianne Castelová (FRA)    | 2:08,41  | Jenny Mensingová (GER)                             | 2:09,55  | Duane Da Rochaová (ESP)                                  | 2:09,56  |
| 50 m motýlek         | Sarah Sjöströmová (SWE)      | 25,64    | Triin Aljandová (EST)                              | 25,92    | Ingvild Snildalová (NOR)                                 | 26,16    |
| 100 m motýlek        | Ingvild Snildalová (NOR)     | 58,04    | Martina Granströmová (SWE)                         | 58,07    | Amit Ivríová (ISR)                                       | 58,78    |
| 200 m motýlek        | Katinka Hosszúová (HUN)      | 2:07,28  | Zsuzsanna Jakabosová (HUN)                         | 2:07,86  | Martina Granströmová (SWE)                               | 2:08,22  |
| 50 m prsa            | Petra Chocová (CZE)          | 31,25    | Sycerika McMahonová (IRL)                          | 31,27    | Caroline Ruhnauová (GER)                                 | 31,35    |
| 100 m prsa           | Sarah Poeweová (GER)         | 1:07,33  | Jennie Johanssonová (SWE)                          | 1:07,85  | Marina Garcíaová (ESP)                                   | 1:07,91  |
| 200 m prsa           | Sara Nordenstamová (NOR)     | 2:26,91  | Irina Novikovová (RUS)                             | 2:27,25  | Sarah Poeweová (GER)                                     | 2:27,80  |
| 200 m polohový závod | Katinka Hosszúová (HUN)      | 2:10,84  | Sophie Allenová (GBR)                              | 2:11,49  | Evelyn Verrasztóová (HUN)                                | 2:11,63  |
| 400 m polohový závod | Katinka Hosszúová (HUN)      | 4:33,76  | Zsuzsanna Jakabosová (HUN)                         | 4:35,68  | Barbora Závadová (CZE)                                   | 4:38,07  |

### Štafety
| Muži                   | Zlato | Zlato   | Stříbro | Stříbro | Bronz | Bronz   |
| ---------------------- | --- | ------- | --- | ------- | --- | ------- |
| 4×100 m volný způsob   | Francie (FRA) (Amaury Leveaux, Alain Bernard, Frédéric Bousquet, Jérémy Stravius, (r)Mehdy Metella, (r)Lorys Bourelly)                                                     | 3:13,55 | Itálie (ITA) (Andrea Rolla, Marco Orsi, Michele Santucci, Filippo Magnini, (r)Gianluca Maglia, (r)Luca Leonardi)                                  | 3:14,71 | Rusko (RUS) (Vitalij Syrnikov, Oleg Tichobajev, Nikita Konovalov, Vjačeslav Andrusenko)                        | 3:15,13 |
| 4×200 m volný způsob   | Německo (GER) (Paul Biedermann, Dmitrij Kolupajev, Clemens Rapp, Tim Wallburger)                                                                                           | 7:09,17 | Itálie (ITA) (Gianluca Maglia, Riccardo Maestri, Samuel Pizzetti, Filippo Magnini, (r)Alex Di Giorgio, (r)Marco Belotti)                          | 7:13,10 | Maďarsko (HUN) (Dominik Kozma, Gergő Kis, Péter Bernek, László Cseh)                                           | 7:13,60 |
| 4×100 m polohový závod | Itálie (ITA) (Mirco Di Tora, Fabio Scozzoli, Matteo Rivolta, Filippo Magnini, (r)Matteo Milli, (r)Mattia Pesce, (r)Piero Codia, (r)Andrea Rolla)                           | 3:32,80 | Německo (GER) (Helge Meeuw, Christian vom Lehn, Steffen Deibler, Marco di Carli, (r)Christian Diener, (r)Dmitrij Kolupajev)                       | 3:34,41 | Maďarsko (HUN) (Péter Bernek, Dániel Gyurta, László Cseh, Dominik Kozma, (r)Bence Pulai)                       | 3:34,57 |
| Ženy                   | Zlato | Zlato   | Stříbro | Stříbro | Bronz | Bronz   |
| 4×100 m volný způsob   | Německo (GER) (Britta Steffenová, Silke Lippoková, Lisa Vittingová, Daniela Schreiberová)                                                                                  | 3:37,98 | Švédsko (SWE) (Ida Marková-Vargavá, Michelle Colemanová, Sarah Sjöströmová, Gabriella Fagundezová, (r)Nathalie Lindborgová, (r)Louise Hanssonová) | 3:38,40 | Itálie (ITA) (Alice Mizzauová, Federica Pellegriniová, Erica Burattová, Erika Ferraioliová, (r)Alice Nestiová) | 3:39,84 |
| 4×200 m volný způsob   | Itálie (ITA) (Alice Mizzauová, Alice Nestiová, Diletta Carliová, Federica Pellegriniová, (r)Martina De Memmeová, (r)Erica Burattová)                                       | 7:52,90 | Maďarsko (HUN) (Zsuzsanna Jakabosová, Evelyn Verrasztóová, Ágnes Mutinaová, Katinka Hosszúová)                                                    | 7:54,70 | Slovinsko (SLO) (Sara Isakovičová, Anja Klinarová, Urša Bežanová, Mojca Sagmeisterová)                         | 7:59,73 |
| 4×100 m polohový závod | Německo (GER) (Jenny Mensingová, Sarah Poeweová, Alexandra Wenková, Britta Steffenová, (r)Lisa Grafová, (r)Caroline Ruhnauová, (r)Sina Sutterová, (r)Daniela Schreiberová) | 3:58,43 | Itálie (ITA) (Arianna Barbieriová, Chiara Boggiattová, Ilaria Bianchiová, Alice Mizzauová, (r)Carlotta Zofkovaová, (r)Silvia Di Pietrová)         | 4:01,92 | Švédsko (SWE) (Therese Svendsenová, Joline Höstmanová, Martina Granströmová, Nathalie Lindborgová)             | 4:05,58 |

## Medailová bilance
V plavání se rozdělilo celkem 40 sad medailí.
| Pořadí | Stát                     |       | Muži    | Muži  | Muži  |         | Ženy  | Ženy  | Ženy    |       | Muži + Ženy | Muži + Ženy | Muži + Ženy | Celkem |
| Pořadí | Stát                     | Zlato | Stříbro | Bronz | Zlato | Stříbro | Bronz | Zlato | Stříbro | Bronz |             |             |             | Celkem |
| ------ | ------------------------ | ----- | ------- | ----- | ----- | ------- | ----- | ----- | ------- | ----- | ----------- | ----------- | ----------- | ------ |
| 1.     | Maďarsko (HUN)           |       | 5       | 6     | 5     |         | 4     | 4     | 2       |       | 9           | 10          | 7           | 26     |
| 2.     | Německo (GER)            |       | 3       | 3     | 0     |         | 5     | 3     | 3       |       | 8           | 6           | 3           | 17     |
| 3.     | Itálie (ITA)             |       | 4       | 5     | 3     |         | 2     | 3     | 1       |       | 6           | 8           | 4           | 18     |
| 4.     | Francie (FRA)            |       | 2       | 3     | 1     |         | 2     | 1     | 2       |       | 4           | 4           | 3           | 11     |
| 5.     | Španělsko (ESP)          |       | 1       | 0     | 0     |         | 2     | 1     | 3       |       | 3           | 1           | 3           | 7      |
| 6.     | Švédsko (SWE)            |       | 0       | 1     | 0     |         | 2     | 3     | 2       |       | 2           | 4           | 2           | 8      |
| 7.     | Norsko (NOR)             |       | 0       | 0     | 0     |         | 2     | 0     | 1       |       | 2           | 0           | 1           | 3      |
| 8.     | Řecko (GRE)              |       | 1       | 0     | 4     |         | 0     | 0     | 1       |       | 1           | 0           | 5           | 6      |
| 9.     | Izrael (ISR)             |       | 1       | 0     | 3     |         | 0     | 0     | 1       |       | 1           | 0           | 4           | 5      |
| 10.    | Česko (CZE)              |       | 0       | 0     | 0     |         | 1     | 0     | 2       |       | 1           | 0           | 2           | 3      |
| 11.    | Slovinsko (SLO)          |       | 1       | 0     | 0     |         | 0     | 0     | 1       |       | 1           | 0           | 1           | 2      |
| 12.    | Polsko (POL)             |       | 1       | 0     | 0     |         | 0     | 0     | 0       |       | 1           | 0           | 0           | 1      |
| 12.    | Srbsko (SRB)             |       | 1       | 0     | 0     |         | 0     | 0     | 0       |       | 1           | 0           | 0           | 1      |
| 14.    | Spojené království (GBR) |       | 0       | 1     | 0     |         | 0     | 1     | 0       |       | 0           | 2           | 0           | 2      |
| 15.    | Ukrajina (UKR)           |       | 0       | 1     | 2     |         | 0     | 0     | 0       |       | 0           | 1           | 2           | 3      |
| 16.    | Rusko (RUS)              |       | 0       | 0     | 1     |         | 0     | 1     | 0       |       | 0           | 1           | 1           | 2      |
| 17.    | Nizozemsko (NED)         |       | 0       | 0     | 0     |         | 0     | 1     | 0       |       | 0           | 1           | 0           | 1      |
| 17.    | Chorvatsko (CRO)         |       | 0       | 0     | 0     |         | 0     | 1     | 0       |       | 0           | 1           | 0           | 1      |
| 17.    | Estonsko (EST)           |       | 0       | 0     | 0     |         | 0     | 1     | 0       |       | 0           | 1           | 0           | 1      |
| 17.    | Irsko (IRL)              |       | 0       | 0     | 0     |         | 0     | 1     | 0       |       | 0           | 1           | 0           | 1      |
| 21.    | Rakousko (AUT)           |       | 0       | 0     | 1     |         | 0     | 0     | 0       |       | 0           | 0           | 1           | 1      |
| 21.    | Rumunsko (ROU)           |       | 0       | 0     | 1     |         | 0     | 0     | 0       |       | 0           | 0           | 1           | 1      |
| 21.    | Bělorusko (BLR)          |       | 0       | 0     | 1     |         | 0     | 0     | 0       |       | 0           | 0           | 1           | 1      |
| Celkem | Celkem                   |       | 20      | 20    | 22    |         | 20    | 21    | 19      |       | 40          | 41          | 41          | 122    |